# Tragédie du lac Saint-Jean de 1926

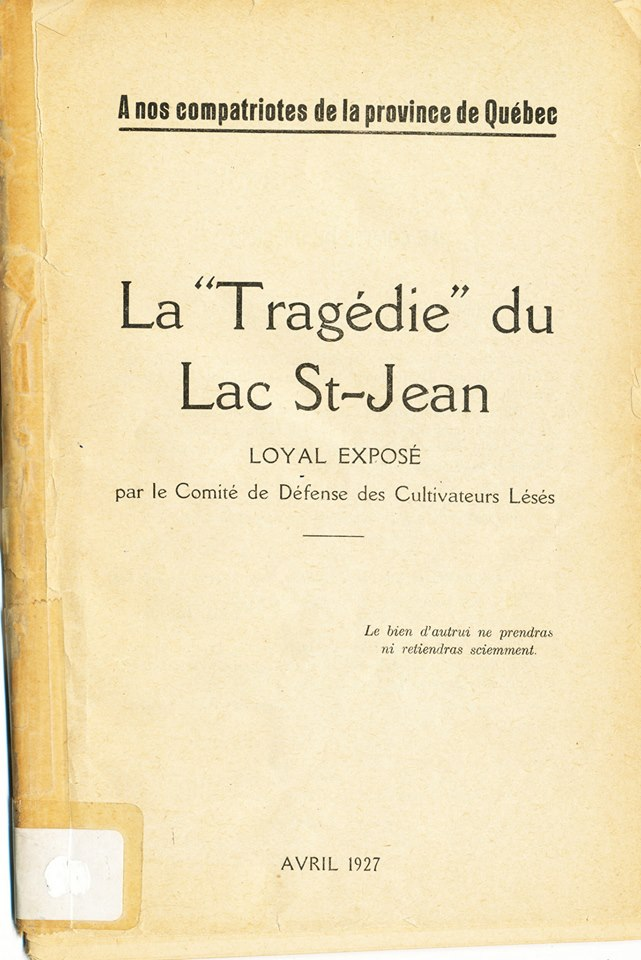
Page couverture

La tragédie du lac Saint-Jean est le nom donné par les cultivateurs du lac Saint-Jean au Québec à l'inondation permanente de leur terre provoquée par l'érection d'un barrage à la Grande-Décharge en amont de la rivière Saguenay en 1926. Le lac est alors monté à un niveau considérable, inondant des centaines d'hectares de terres cultivables le long de la rive. La lutte de ces cultivateurs pour revenir au statu quo ante a été un échec. Il est reconnu aujourd'hui que le projet était pénalisant d'un point de vue environnemental.

## Configuration géographique
À l'endroit où les eaux du lac Saint-Jean pénètrent dans la rivière Saguenay, l'île d'Alma sépare celle-ci en deux bras nommés La Petite Décharge au sud et La Grande Décharge au nord. Avant la construction des barrages, les deux Décharges étaient d'étroits goulots parsemés d'îles, de rochers et de chutes d'eau. La Grande Décharge avait un débit un peu plus important et pouvait donc intéresser particulièrement les compagnies hydroélectriques au début du XXe siècle. Un peu en avant de La Grande Décharge, se trouvait l'île Maligne, dénommée ainsi à cause des difficultés qu'on avait autrefois à l'aborder. Sa longueur était d'environ 1,5 km de long. La Grande Décharge se terminait à la Chute-à-Caron à l'extrémité est de l'île d'Alma.

## Origines de l'affaire

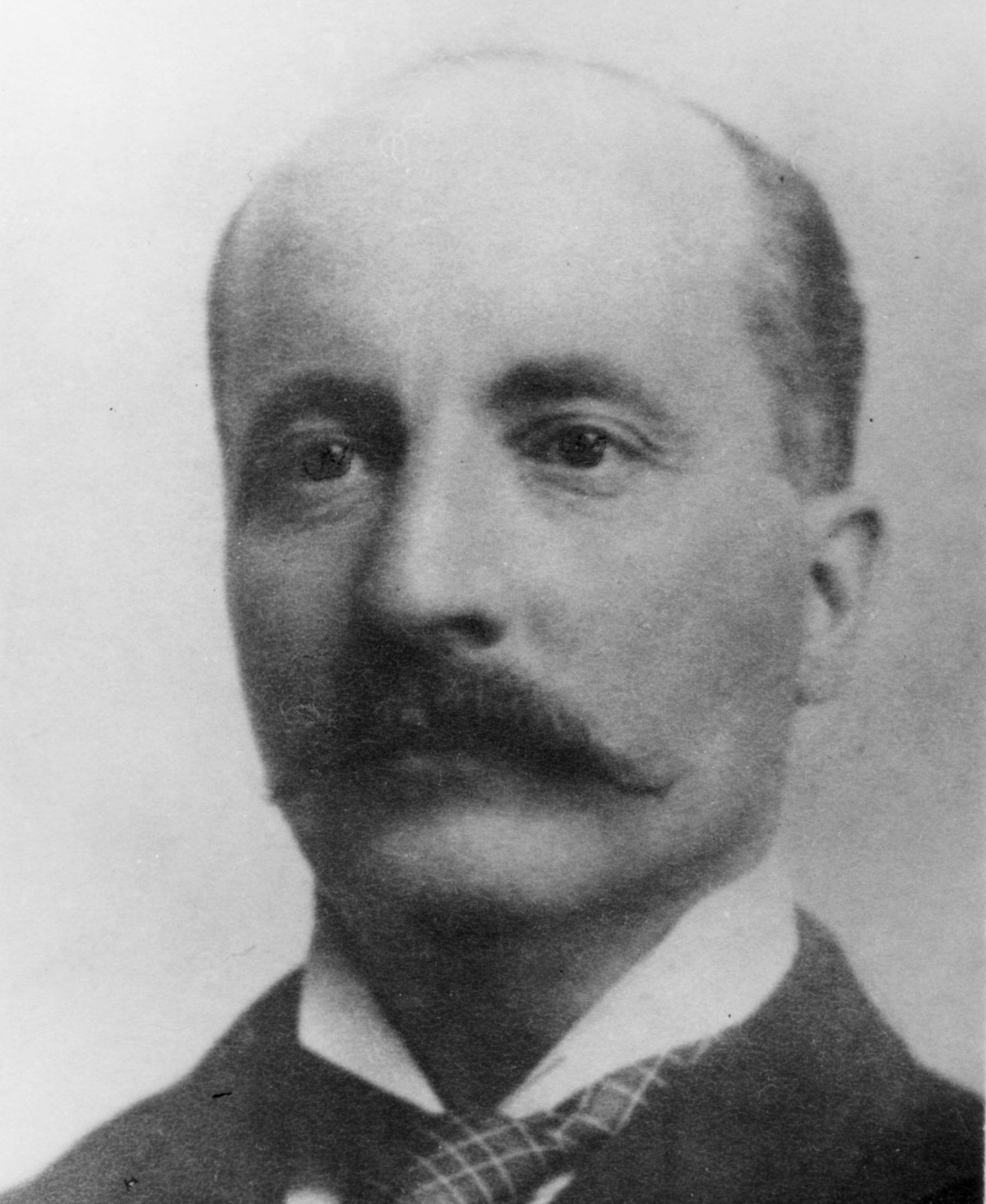
Benjamin Alexander Scott

L'homme d'affaires Benjamin Alexander Scott est le premier à s'intéresser de près au potentiel hydroélectrique de la rivière Saguenay. Il était déjà connu dans la région puisqu'il était propriétaire de la plus grande scierie du lac Saint-Jean à Roberval. Il y avait fait installer une échelle pour mesurer le niveau du lac. Le point zéro était la moyenne des eaux basses. Au printemps, le débit d'eau pouvait monter à 18 pieds. Pour obtenir un débit régulier à l'année longue, il fallait maintenir le niveau du lac à 17,5 pieds.
Le 22 juin 1900, après quelques mois de négociations, le gouvernement Marchand lui concède pour 6 000 $ les forces hydrauliques du Saguenay de la Chute-à-Caron à l'île Maligne. Un autre homme d'affaires, Louis Haggins, reçoit pour 9 000 $ les eaux de la rivière de l'île Maligne à l'entrée du lac Saint-Jean. Une pénalité est prévue si les travaux d'aménagement ne sont pas commencés avant trois ans.
Haggins et Scott s'associent en 1901 et forment la compagnie Oyamel. Le projet est cependant bloqué en 1903 car les cultivateurs de l'endroit, craignant une trop grande montée des eaux du lac, ont fait pression sur le gouvernement pour arrêter le projet.
Celui-ci est repris en 1912 par un homme d'affaires américain, James Buchanan Duke, qui a fait fortune dans le marché de la cigarette. Propriétaire de l'American Tobacco Company, il possède 80 % du marché de la cigarette aux États-Unis. Au début du siècle, il a commencé à investir dans le développement hydroélectrique en construisant deux centrales, l'une en Caroline du Nord et l'autre en Caroline du Sud. En 1912, il se rend au Saguenay avec un expert, W. S. Gee, et y perçoit l'importance du potentiel hydroélectrique de la rivière. Il s'associe avec Scott qui accepte de négocier un permis avantageux avec le gouvernement. Duke investira s'il trouve l'opération rentable. 
Duke se trouve bientôt un nouvel associé en la personne de  William Price, propriétaire de la Price Brothers, plus grand producteur de papier journal au Canada dont la principale usine est située à Jonquière. Les deux hommes fondent la Quebec Development Corporation, qui doit préparer la construction des barrages le long de la Grande-Décharge et entreprendre l'expropriation des fermiers dont les terres seront affectées par la montée des eaux.
Le 8 avril 1914, le gouvernement de Lomer Gouin permet à la nouvelle société de construire un barrage sur la Grande-Décharge et d'élever le niveau du lac à 17,5 pieds. Elle a cependant l'obligation « de payer aux propriétaires riverains les dommages que ces travaux pourraient leur causer ». La Quebec Development annonce alors son intention de construire son usine sur l'île Maligne, tel que déjà préconisé par Scott en 1900. 
En 1915, la Quebec Development commence ses travaux d'arpentage et entreprend l'expropriation des terres contigües à la Grande-Décharge. Certains fermiers, dont les terres sont situées aux abords du lac Saint-Jean, craignent une montée trop haute des eaux et envoient une délégation au premier ministre Gouin pour lui demander de revenir sur sa décision. Elle a, à leur tête un homme nommé Onésime Tremblay, fermier prospère de Saint-Jérôme (aujourd'hui Métabetchouan), localité située tout près de Roberval. Elle fait valoir que la montée des eaux du lac pourrait inonder leurs terres, mais Gouin leur déclare qu'il ne reviendra pas sur sa décision.
Pourtant, la même année, Duke et Price doivent abandonner temporairement le projet. Les négociations avec les fermiers pour l'expropriation des terres s'annoncent trop ardues. Deux câbles d'acier que la compagnie avaient installés au-dessus de la Grande-Décharge ont été sectionnés par des vandales. Il y a aussi la guerre qui leur enlève une certaine main d'œuvre. 
Aux élections générales de 1916, Benjamin Alexander Scott est candidat libéral dans la circonscription de Lac-Saint-Jean mais, à la surprise générale, c'est le candidat conservateur qui l'emporte. Ailleurs, dans la province, on assistait pourtant à un raz-de-marée libéral. Déçu par cette défaite, il préfère se retirer définitivement du projet.

## La construction des barrages

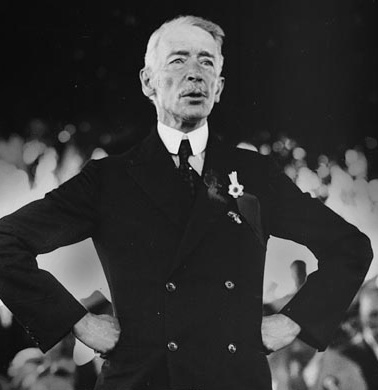
Louis-Alexandre Taschereau

Duke et Price reprennent le projet en 1920, ce dernier ayant racheté toutes les parts de Scott. La Quebec Development prend alors le nom de Duke Price. C'est maintenant William Price qui négocie avec le nouveau gouvernement Taschereau. Le 12 décembre 1922, celui-ci consent à donner le droit à la société d'ériger le barrage d'Isle-Maligne dont les coûts de construction devraient être de 10 000 000 $. Le délai de construction est de cinq ans et la compagnie aura le droit d'élever les eaux du lac à 17,5 pieds. Contrairement à la précédente entente avec le gouvernement Gouin, celle-ci n'inclut pas de clause l'obligeant à attendre deux ans après la construction des barrages pour relever les eaux du lac.
Dès l'année suivante, la compagnie entreprend la construction de 8 barrages échelonnés de la rive nord du Saguenay à l'île d'Alma en passant par l'île Maligne. L'investissement est finalement de 55 000 000 $ et l'usine pourra produire 720 000 kilowatts.
Price meurt en 1924 et Duke en 1925 avant la fin de la construction des barrages. Cette même année, cependant, l'Aluminium Company of Canada (l'Alcan) s'est implantée au Saguenay et a commencé à construire une usine d'aluminium à Arvida. Elle a besoin des forces hydroélectriques de la région pour la faire fonctionner et acquiert bientôt plus de la moitié des actions de la Duke Price. 
Le 16 juillet 1925, le gouvernement confirme que la Duke Price aura le droit de monter les eaux du lac à un niveau de 17,5 pieds sous les conditions de délai de deux ans qui avaient été imposés à la Quebec Development.

## La tragédie de 1926

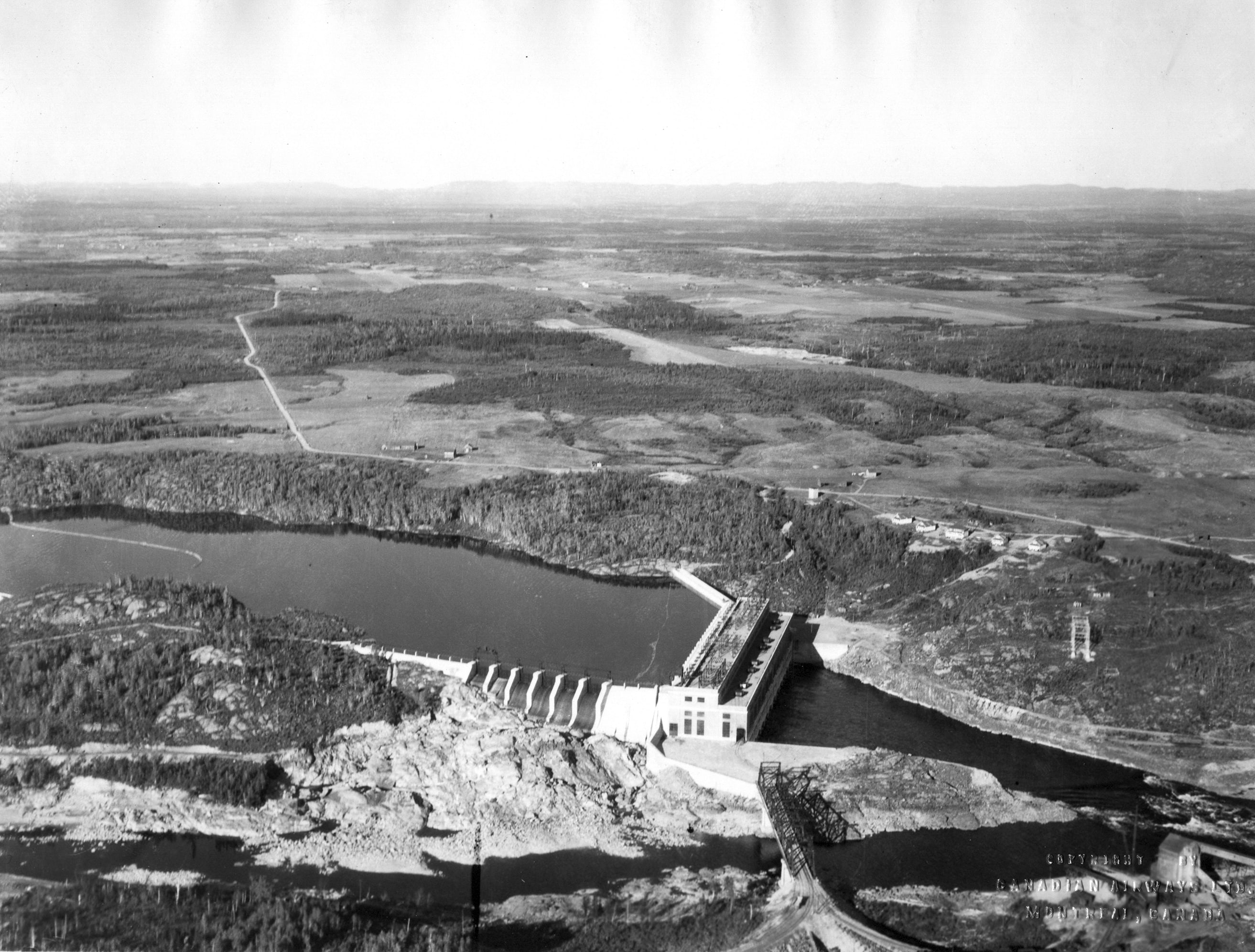
Vue aérienne de l'Isle Maligne

La centrale hydroélectrique de l'île Maligne est inaugurée au printemps 1926. Elle est constituée de 8 barrages et de 12 turbines que la Duke Price a pu finalement ériger sur la Grande et la Petite-Décharge, et est considérée alors comme la plus grosse usine d'électricité en Amérique du Nord. Une ligne de transmission se dirige vers l'aluminerie d'Arvida, et une autre vers le moulin à papier de Dolbeau. De plus, la Shawinigan Water and Power Company en construira une troisième qui reliera l'usine à la ville de Québec.
Les barrages entrent en action le 24 juin 1926, avant même que la compagnie n'ait fait les expropriations nécessaires. En quelques jours, les terres riveraines du lac Saint-Jean sont inondées comme lors des grandes crues du printemps. On compte 940 cultivateurs qui voient 60 000 acres de leur terre disparaître dans les eaux du lac. Sur les plans de la Duke Price de l'époque, on peut voir que l'infiltration d'eau dans la terre se fait sentir deux pieds plus haut que le niveau habituel du lac. 
Le gouvernement Taschereau envoie aussitôt un inspecteur dans la région afin d'évaluer les dégâts. Le rapport indique que tous les terrains de Roberval riverains du lac ont été affectés. Les égouts de la ville ne fonctionnent plus et l'eau reflue. Les terrains du couvent des Ursulines et ceux de l'hôpital de Roberval, adjacents au lac, sont inondés. 
Ailleurs, à Saint-Méthode, les eaux ont refoulé à plus de 12 milles à l'embouchure de la rivière Ticouapé. À Saint-Jérôme, les eaux ont inondé toute une forêt d'ormes, considérée comme la plus riche de la région. Il y a également de nombreux dégâts dans les paroisses au nord du lac.

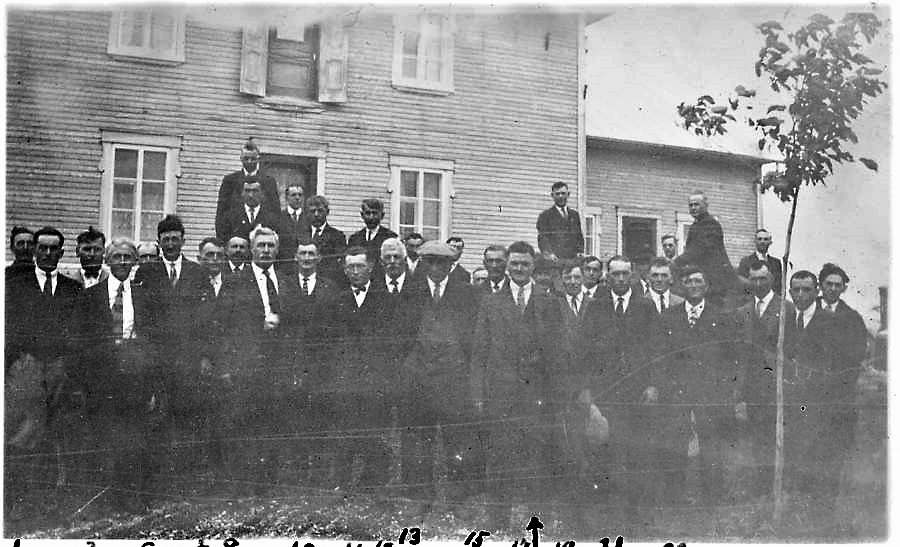
Comité de défense des cultivateurs chez Onésime Tremblay, août 1926

Un comité de défense des cultivateurs est formé et envoie une délégation rencontrer le premier ministre Taschereau. Celui-ci se dit désolé mais affirme ne pouvoir rien faire. Pendant ce temps, le 29 juillet, la Chambre de commerce du lac Saint-Jean, inquiète, rencontre un représentant de la Duke Price. Elle lui déclare que plusieurs maisons de Roberval ont été inondées et que le quai est maintenant endommagé. Devant ses explications peu convaincantes, elle finit également par rencontrer Taschereau.
En août, la Duke Price finit tout de même par réagir. Elle promet de fournir un montant pour réparer les dommages. Des estimateurs et des inspecteurs de la société sont envoyés pour juger des coûts à payer. Le comité de défense des cultivateurs juge que ce n'est pas suffisant. Il demande que les eaux du lac soient rabaissées pour que les propriétaires puissent ravoir leurs terres. Il réclame que la compagnie prenne plutôt sa réserve d'eau dans la rivière Péribonka, où il n'y a pratiquement pas d'habitants et où les dommages seraient beaucoup moins importants. La Duke Price refuse cette proposition parce qu'il lui faudrait tout recommencer à zéro: acheter les terrains de la Péribonka et refaire un barrage. De plus, il lui faudrait revendre les terrains de l'île Maligne à bas prix.
Le 17 septembre 1926, une seconde délégation de cultivateurs rencontre de nouveau Taschereau mais lui juge qu'il est trop tard pour revenir en arrière. Le 21, son gouvernement donne à la Duke Price le droit de procéder comme elle l'entend.
À la fin de l'été 1926, le bilan se présente comme suit. Certains acres de terres ont pu être sauvés mais 8 000 ont disparu définitivement sous les eaux et 800 propriétaires de terrains demandent réparation. Les villages les plus atteints sont Roberval, Chambord, Saint-Jérôme, Saint-Méthode, Saint-Gédéon  et Saint-Prime ainsi que la municipalité de Ste-Jeanne-d'Arc situé sur la Pointe Taillon. Les deux-tiers de la paroisse de Saint-Méthode ont disparu.
À l'automne, la Duke Price (qui devient à la même époque une propriété pleine et entière de l'Alcan) commence à réparer certains dommages. Elle reconstruit à ses frais le réseau d'égouts de Roberval et érige une longue chaussée en pierre sur le rebord du lac dans la même localité. Elle propose un don de 110 000 $ aux cultivateurs. Le journal local, Le Colon de Roberval, et la Chambre de commerce du lac Saint-Jean se prononcent pour la fin des hostilités. Le maire de Roberval, Thomas-Louis Bergeron, défend la compagnie et ne demande qu'une juste compensation pour les pertes des cultivateurs. Il ne faut pas, dit-il, empêcher le développement économique du lac Saint-Jean.
Les journaux libéraux, Le Soleil et La Patrie, commencent à dénoncer le comité de défense des cultivateurs. Lors d'une interview, le premier ministre Taschereau lui-même s'empresse de défendre Alcan. « Des capitalistes américains ont dépensé 100 000 000 $ pour établir au lac Saint-Jean la plus grande industrie d'aluminium du monde. Nos adversaires appellent cela la tragédie du lac Saint-Jean. C'est une tragédie pour eux, mais pas pour nous ni pour la population du lac Saint-Jean ».
Lors de l'ouverture de la session à l'Assemblée législative, en janvier 1927, le Parti conservateur du Québec met le gouvernement dans l'embarras lorsqu'il démontre que la Duke Price a mis en marche les barrages sans avoir procédé à aucune expropriation ni aucun avertissement. Le 14 janvier, Taschereau avoue: « Elle (la Duke Price) a agi illégalement, sans droit, de la façon la plus illégale en inondant les terrains avant de les avoir acquis ».
Une troisième délégation rencontre Taschereau le 10 février mais celui-ci leur déclare que les cultivateurs n'obtiendront pas la baisse des eaux du lac. Les cultivateurs demandent au gouvernement d'obliger la compagnie à maintenir les eaux du lac à un niveau intermédiaire de 7 pieds et énonce qu'il devrait lui donner une autre chute d'eau en compensation. Taschereau déclare: « Le niveau du lac ne sera pas baissé. L'Aluminium Company a offert de construire Arvida si elle pouvait monter le niveau du lac au maximum ».
Le gouvernement, qui mise sur le développement industriel du Québec, n'a pas le choix d'appuyer Alcan mais s'aperçoit qu'il y a un certain prix à payer. Le 4 mars, à l'Assemblée législative, les conservateurs font état du cas de Patrick Fortin, un cultivateur qui avait payé 17 000 $ une terre riveraine au lac Saint-Jean. Depuis l'été dernier, cette terre était devenue une île qui risquait à tout moment de disparaître. Il devait s'y rendre en canot et sa maison était maintenant minée par les eaux du lac.  
Le 7 mars, le gouvernement Taschereau fait adopter une loi donnant les terres inondées à l'Alcan et supprimant tout recours aux anciens propriétaires pour se les faire restituer. La compagnie doit cependant payer un certain dédommagement aux propriétaires lésés. Une commission d'arbitrage est nommée afin de fixer le prix des terres expropriées,.
L'élection générale de 1927 est un test important pour le gouvernement car elle démontrera si la population du lac Saint-Jean appuie bien sa politique. Le 16 mai, le libéral Émile Moreau est réélu dans la circonscription de Lac Saint-Jean par plus de 2 000 voix de majorité. Le comité de défense des cultivateurs voit ses appuis l'abandonner les uns après les autres. À Roberval, Alcan a réparé la cour arrière des Ursulines et restauré entièrement le quai, et le conseil municipal ne voit plus de raison de s'opposer au barrage.
À la suite de la loi du 7 mars, le comité de défense doit se limiter au problème des compensations. Alcan est prête à offrir la valeur marchande des terres, alors que les cultivateurs demandent la valeur productive. Une partie d'entre eux refusent donc l'offre de la compagnie, qui aurait équivalu environ au quart de ce qu'ils demandaient et préfèrent la poursuivre devant les tribunaux.

## La tragédie de 1928
Après un hiver très neigeux, le printemps 1928 est extrêmement pluvieux. Le 23 mai, le maire de Saint-Méthode, qui constate que les eaux montantes du lac peuvent devenir très dangereuses, rencontre un représentant de l'Alcan pour que la compagnie l'aide à évacuer la population menacée. Celui-ci lui répond qu'elle ne fournira rien gratuitement  mais qu'elle est prête à lui louer des chaloupes. Le 25 mai, l'échelle du moulin à scie de Roberval indique que les eaux ont monté de plus de 20 pieds. Le lendemain, l'échelle indique 21.5 pieds et le quai de Roberval est à deux pieds sous l'eau.
Le 28 mai, l'échelle indique 23 pieds. Plusieurs rues de Roberval sont maintenant submergées. Le lendemain, l'hôpital de la ville est complètement isolé et Saint-Félicien est inondé. L'Alcan consent à ouvrir les vannes de La Grande Décharge afin de faire baisser le niveau d'eau. Elle ne peut cependant ouvrir celles de la Petite-Décharge car la municipalité voisine d'Alma craint de se faire envahir par les 5 millions de billots de bois qui reposent dans la rivière. 
Le 30 mai, la pluie continue de tomber et l'échelle de Roberval indique 23,5 pieds. Roberval est maintenant complètement isolée et toute l'économie jeannoise est paralysée. Le 1er juin, il arrête finalement de pleuvoir et les eaux commencent à baisser. Le lendemain, les vents violents indiquent  que la menace n'est pas complètement disparue. Le chemin de fer est brisé. Saint-Méthode, que les terres basses rendaient particulièrement fragiles, est complètement évacuée. Toute la récolte riveraine du lac Saint-Jean est perdue. Ce n'est que le 4 juin que l'eau finit par baisser.
Après une rapide enquête, le gouvernement Taschereau octroie 28 000 $ au comté pour effectuer les réparations, ce qui sera loin de contenter les cultivateurs lésés.

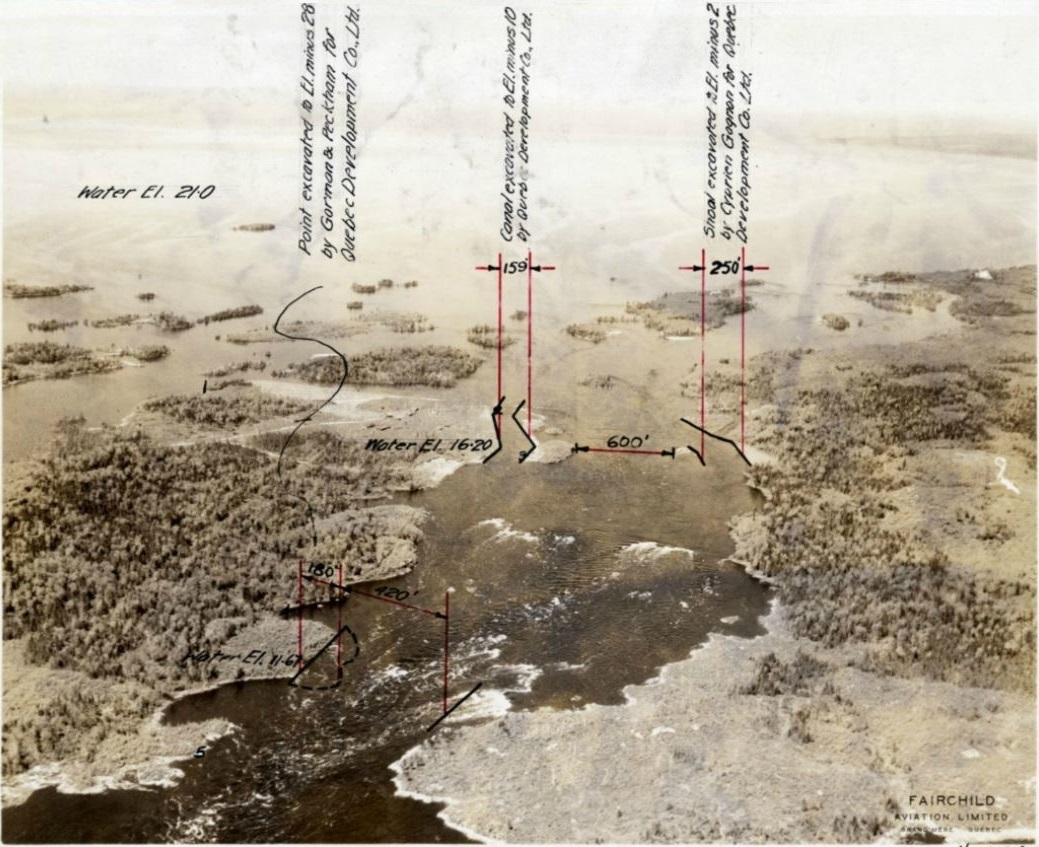
La Grande Décharge
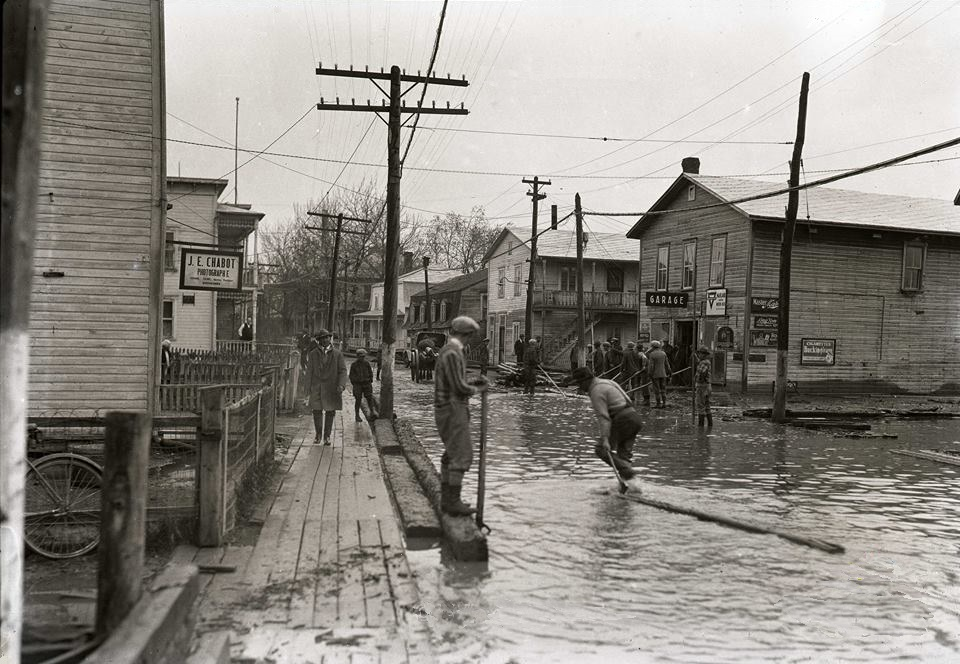
Rue Saint-Joseph, Roberval
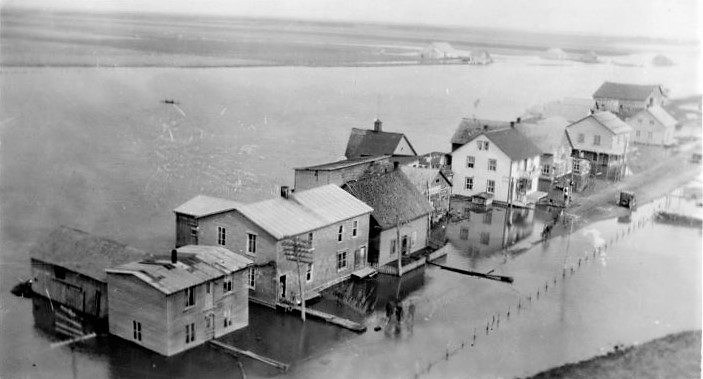
Saint-Méthode

## Les suites

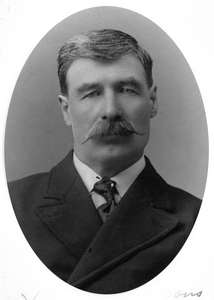
Onésime Tremblay

Les procès des cultivateurs contre la Duke Price débutent en 1929 et ne sont qu'une source de déception pour eux. En général, les tribunaux rendent en effet un jugement favorable à la compagnie c'est-à-dire qu'elle n'a qu'à payer la valeur marchande des terres disparues et non la valeur productive. Certains cultivateurs emmènent leur cause jusqu'au comité judiciaire du Conseil privé, qui préfère ne pas rendre de jugement sur cette affaire.
Le comité de défense des cultivateurs se retrouve bientôt endetté et en faillite. Onésime Tremblay lui-même, symbole de la défense des intérêts des fermiers jeannois, est obligé de vendre sa terre.
Aujourd'hui, la tragédie du lac Saint-Jean est l'objet d'une certaine controverse. Les uns croient que le développement hydroélectrique était nécessaire à l'économie de la région; les autres soutiennent que le lac Saint-Jean a perdu ses plus belles terres agricoles dans l'affaire.
Aussi sont encore d'actualité l'érosion des rives du lac et l'impact du niveau du lac sur la faune et la flore,.